# Milivoje Petrović Blaznavac
Milivoje Petrović Blaznavac, född 16 maj 1824 i Blaznava, död 5 april 1873 i Belgrad, var en serbisk general och politiker.
Blaznavac deltog med de serbiska hjälptrupperna vid bekämpandet av 1848 års ungerska revolution, bedrev därpå omfattande studier i Österrike och Frankrike (sedermera också i Belgien) och ledde efter sin återkomst till Serbien på 1850-talet upprättandet av militärakademien i Belgrad och åtskilliga vapenfabriker.
Av furst Mihajlo Obrenović utnämnd till krigsminister 1865, genomförde han en reorganisation av den serbiska hären. Efter mordet på Mihajlo 1868 trädde han i spetsen för regeringen och inkallade furst Milan samt blev av skupštinan (parlamentet) utsedd till medlem av regentskapet under dennes minderårighet. Sedan Milan 1872 blivit myndig, utnämndes Blaznavac till ministerpresident och krigsminister.